# Црква Свете Тројице на Паланци у Бусновима
Црква Свете Тројице на Паланци у Бусновима налази се у општини Приједор, Република Српска, Босна и Херцеговина. Припада Српској православној цркви и Епархији бањалучкој.